# Asfalto

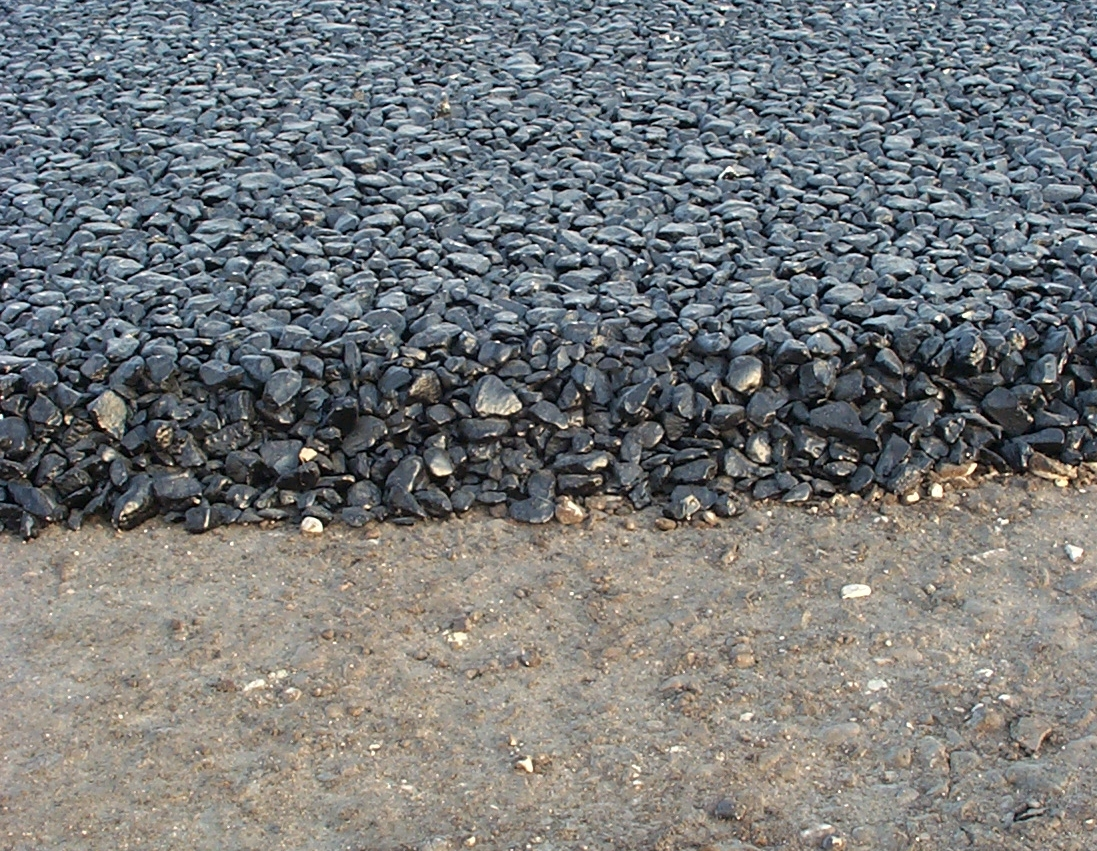
Aglomerado asfáltico. El asfalto como material ligante para pavimentos.

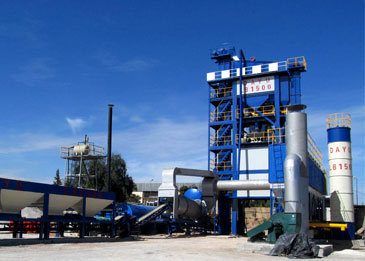
Imagen de una planta para hacer asfalto.

El asfalto, también denominado betún o chapopote (en algunas partes de México), es un material bituminoso de consistencia viscosa, pegajosa y de color negro o marrón oscuro. En las mezclas asfálticas se usa como aglomerante para la construcción de carreteras, autovías y autopistas. Está presente en el petróleo crudo y compuesto casi por completo de betún. La brea es una sustancia que constituye la fracción más pesada del petróleo crudo. Se encuentra en ocasiones en grandes depósitos naturales, como en el lago Asfaltites o el mar Muerto, lo que se llamó betún de Judea. Su nombre recuerda el lago Asfaltites (el mar Muerto), en la cuenca del río Jordán.
El asfalto se encuentra en depósitos naturales, pero casi todo el que se utiliza hoy es artificial, derivado del petróleo. Para pavimentar se emplean asfaltos de destilación, hechos con los hidrocarburos no volátiles que permanecen después de refinar el petróleo para obtener gasolina y otros productos.
En la fabricación de materiales para tejados y productos similares se utilizan los asfaltos soplados, que se obtienen de los residuos del petróleo a temperaturas entre 204 y 316 °C. Una pequeña cantidad de asfalto se craquea a temperaturas alrededor de los 500 °C para fabricar materiales aislantes.
El asfalto es de naturaleza coloidal. Los componentes de más alto peso molecular constituyen la fase dispersa (micelas) y los componentes de bajo peso molecular constituyen la fase continua (intermicelar). Los asfaltenos constituyen la fracción del asfalto que permanece disuelta cuando se precipitan los asfaltos en la solución disolvente. En el asfalto no diluido, los maltenos forman un aceite viscoso, castaño oscuro.
El asfalto, que es derivado negro o castaño oscuro del petróleo, es diferente del alquitrán, que es el residuo de la destilación destructiva de la hulla. El asfalto consta de hidrocarburos y sus derivados y es completamente soluble en disulfuro de carbono (CS2). Es el residuo del petróleo, después de extraer, por refinación o destilación, los componentes más volátiles. Se le conoce con el nombre popular de chapopote.

## Obtención

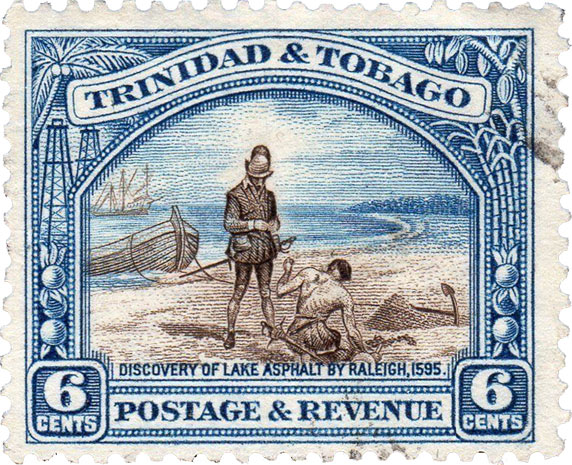
Estampilla de Trinidad y Tobago sobre "El descubrimiento del Lago de asfalto La Brea por parte de Raleigh, 1595".

El asfalto natural se utilizaba mucho en la antigüedad. En Babilonia se empleaba como material de construcción. En el Antiguo Testamento (en los libros del Génesis y el Éxodo) hay muchas referencias a sus propiedades impermeabilizadoras como material para calafatear barcos.
Los depósitos naturales de asfalto suelen formarse en pozos o lagos a partir de residuos de petróleo que rezuman hacia la superficie a través de fisuras en la tierra. Entre ellos destacan el lago Asfaltites o mar Muerto, en Palestina; los pozos de asfalto de La Brea, en Los Ángeles, en los cuales se han encontrado fósiles de flora y fauna prehistóricas; el lago de la Brea, en la isla de Trinidad, y el lago de Maracaibo, en Venezuela. También se aprovechan los depósitos de rocas asfálticas o rocas impregnadas de asfalto. Otro tipo de asfalto de importancia comercial es la gilsonita, que se encuentra en la cuenca del río Uinta, al suroeste de Estados Unidos, y se utiliza en la fabricación de pinturas y lacas.
Los materiales asfálticos se conocen y han sido utilizados en la construcción de caminos y edificios desde la antigüedad. Los primeros asfaltos eran naturales y se encontraban en estanques y lagos de asfalto; en la actualidad provienen de los residuos del petróleo refinado.
Además del sitio mencionado, se encuentra en estado natural formando una mezcla compleja de hidrocarburos sólidos en lagunas de algunas cuencas petroleras, como sucede en el lago de asfalto de Guanoco, el lago de asfalto más extenso del mundo (Estado Sucre, Venezuela), con 4 km² de extensión y 75 millones de barriles de asfalto natural. Le sigue en extensión e importancia el lago de asfalto de La Brea, en la isla de Trinidad.
A pesar de la fácil explotación y excelente calidad del asfalto natural, no suele explotarse desde hace mucho tiempo, ya que, al obtenerse en las refinerías petroleras como subproducto sólido en el craqueo o fragmentación que se produce en las torres de destilación, resulta mucho más económica su obtención de este modo.
A finales del siglo XIX y comienzos del siglo XX, la extracción y molido de la roca asfáltica hasta su conversión en polvo solo la realizaba en España la Compañía de Asfaltos de Maestu en Atauri, Álava (España). Y Mina Lucía (Atauri) es considerada la única mina en Europa donde se puede ver emanar asfalto natural.

## Aplicaciones

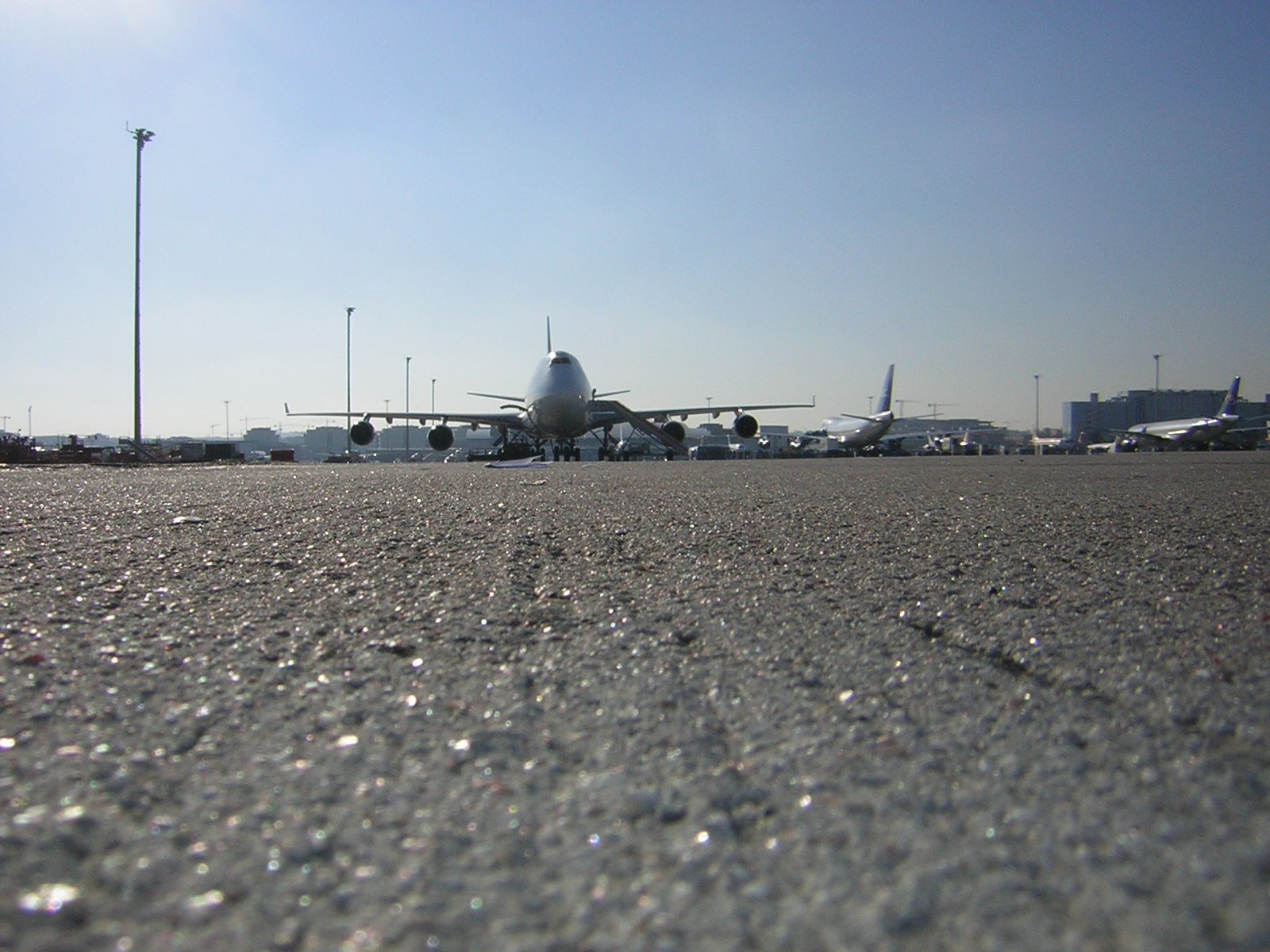
Pista de aeropuerto, uno de los usos del asfalto.

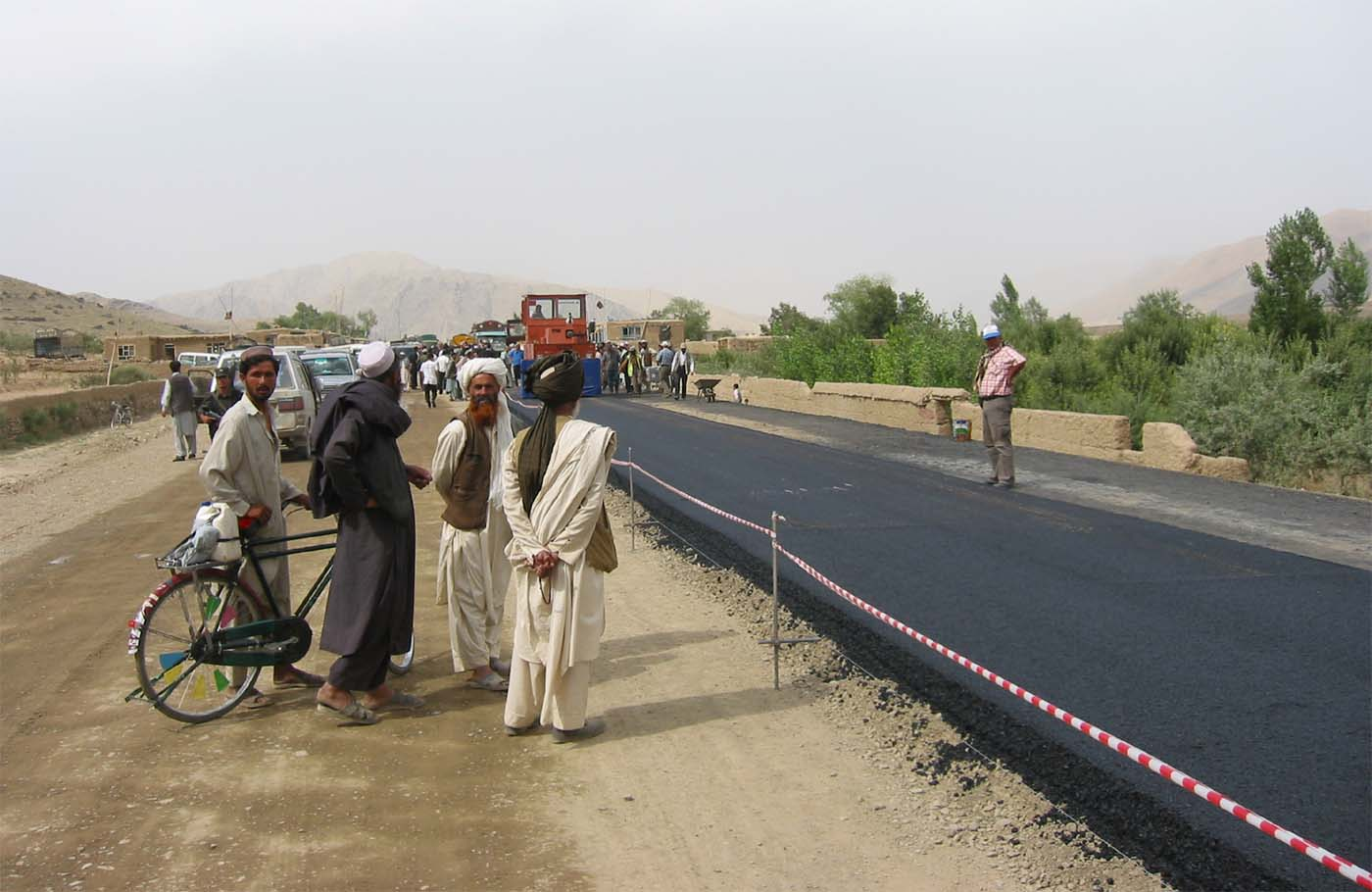
Asfaltado de la carretera Ring Road en Afganistán.

Como el asfalto es un material muy impermeable, adherente y cohesivo, capaz de resistir altos esfuerzos instantáneos y fluir bajo la acción de cargas permanentes, presenta las propiedades ideales para la construcción de pavimentos cumpliendo las siguientes funciones:
- Impermeabilizar la estructura del pavimento, haciéndolo poco sensible a la humedad y eficaz contra la penetración del agua proveniente de la precipitación. Actualmente, incluso es posible asfaltar bajo la lluvia,[11]algo muy útil en países tropicales.
- Proporciona una íntima unión y cohesión entre agregados, capaz de resistir la acción mecánica de disgregación producida por las cargas de los vehículos. Igualmente mejora la capacidad portante de la estructura, permitiendo disminuir su capacidad.
- También se puede utilizar para hacer techos.